# Xosé María Díaz Castro

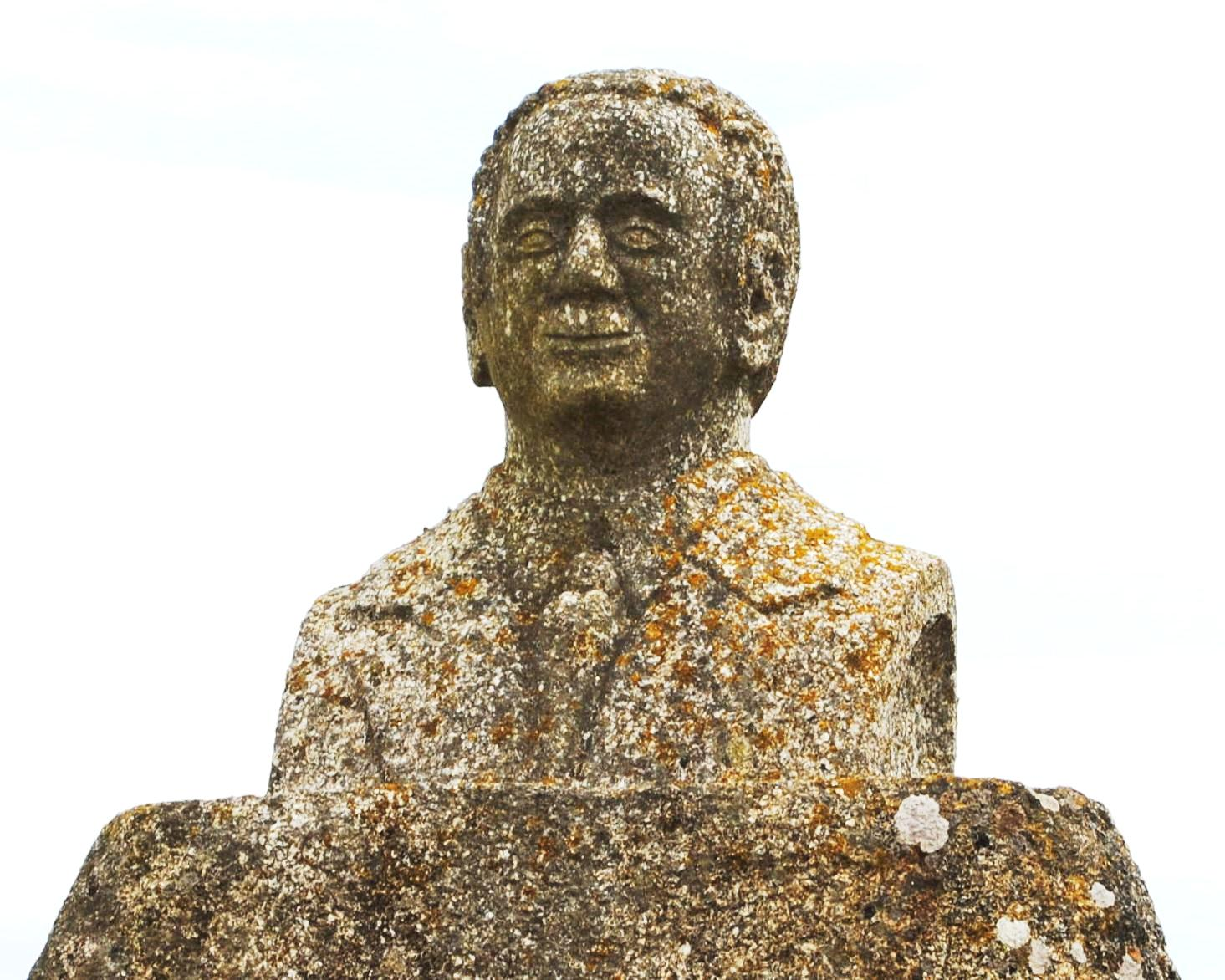
Xosé María Díaz Castro, Büste in Os Vilares bei Guitiriz

Xosé María Díaz Castro (* 19. Februar 1914 in Guitiriz, Provinz Lugo, Galicien; † 2. Oktober 1990 in Lugo) war ein spanischer Dichter und Übersetzer.

## Ehrungen
2014 ist ihm der Tag der Galicischen Literatur gewidmet.

## Werke
Er hat im Alter von 17 Jahren seine ersten Verse in spanischer Sprache geschrieben, die in der Zeitschrift Lluvia de rosas veröffentlicht wurden. Später hat er auf Galicisch über den spanischen Bürgerkrieg geschrieben. In Buchform gibt es von ihm aber nur ein Werk:
- Nimbos (1961, Editorial Galaxia) ISBN 978-84-7154-075-1.

## Übersetzer
Er sprach über zwölf Sprachen und übersetzte verschiedene Werke, z. B. die Werke des deutschen Lyrikers Rainer Maria Rilke.